# Nyadatus
Nyadatus is een geslacht van kevers uit de familie oliekevers (Meloidae).
Het geslacht is voor het eerst wetenschappelijk beschreven in 1981 door Aksentjev.

## Soorten
Het geslacht omvat de volgende soorten:
- Nyadatus sphalerus Aksentjev, 1981
- Nyadatus telejus Aksentjev, 1981